# Communauté rurale de Mboss
La communauté rurale de Mboss est une ancienne communauté rurale du Sénégal située à l'ouest du pays. Elle faisait partie de l'arrondissement de Nguélou, du département de Guinguinéo et de la région de Kaolack.
En 2011 une scission conduit à la création de la commune de Mboss et de la communauté rurale de Dara Mboss.